# Comité Paralímpico de Fiyi
El Comité Paralímpico de Fiyi es el Comité Paralímpico Nacional de Fiyi. Es una organización sin ánimo de lucro  que selecciona equipos y recauda fondos para enviar competidores de Fiyi a los eventos paralímpicos organizaron por el Comité Paralímpico Internacional (IPC).
La organización está en Suva. El presidente de la organización es Freddy Fatiaki.  La organización fue fundada en 1990 con el nombre Fiji Sports Association for the Disabled (FSAD).  Hubo organizaciones para deportes con discapacidades antes en Fiyi, con competiciones nacionales en 1984.  Al año de su constitución, la organización fue reconocida por el país, el Comité Olímpico Nacional, el CPI y las federaciones deportivas nacionales que incluyen atletismo, tiro con arco, judo, natación, tenis de mesa y powerlifting.  Unos cuantos años más tarde, también serían reconocidos por la federación nacional de tenis. La asociación cambió su nombre a Comité Paralímpico de Fiyi en 2008 para cumplir con una directiva del CPI para incluir Paralímpico en su nombre. Al comienzo de la historia de la organización, las deportistas paralímpicos se mantuvieron en términos iguales con los deportistas olímpicos, pero esto cambió a finales de la década de 2000, con la integración continuando para unos cuantos deportes solamente.  La financiación es una razón importante para la falta de avance del Comité Paralímpico de Fiyi.
El comité nacional ha tenido apoyo internacional de la Comisión de Deportes australiana y el Comité Paralímpico de Oceanía. Han ayudado al Comité de Fiyi a crecer el deporte discapacitado en el país y lanzar programas de oferta en escuelas.